# MacOS Monterey
macOS Monterey (versión 12) es la decimoctava versión principal de macOS, el sistema operativo de escritorio de Apple para computadoras Mac. El sucesor de macOS Big Sur fue anunciado en la WWDC 2021 el 7 de junio de 2021 y se publicó en el cuarto trimestre del año. Se lanzó una versión beta de macOS Monterey el 7 de junio de 2021 para los desarrolladores registrados en su programa de desarrolladores. Una versión beta pública estuvo disponible en julio de 2021.
Algunas de las principales características mostradas durante la conferencia inaugural de la WWDC incluyeron la introducción de Atajos de Siri para Mac, Universal Control (que permite que un solo teclado y mouse interactúen sin problemas en múltiples Mac y iPads a la vez), un navegador Safari rediseñado, compatibilidad para Contenido AirPlay de dispositivos iOS y iPadOS, y más. Los usuarios también pueden compartir su pantalla con FaceTime usando una función llamada SharePlay, y se ha vuelto más fácil restablecer el dispositivo a los ajuste de fábrica a través de la aplicación 'Preferencias del sistema'.

## Cambios
Monterey introdujo muchas nuevas características y cambios, incluyendo:
- Aplicación Shortcuts para Mac
- TestFlight para Mac
- Disposiciones para permitir la introducción planificada del Control Universal,[6] el cual permite a un simple mouse y teclado controlar múltiples Macs y iPads. Funciona en computadores Mac con el procesador M1 y en algunos con procesador Intel, incluyendo MacBook Pro (2016 y posterior), MacBook (2016 y posterior), MacBook Air (2018 y posterior), iMac (2017 y posterior), iMac (5K Retina de 27 pulgadas, Late 2015), iMac Pro, Mac mini (2018 y posterior), and Mac Pro (2019). Funciona en las siguientes iPads: iPad Pro, iPad Air (3.ª generación y posterior), iPad (6.ª generación y posterior), y iPad mini (5.ª generación y posterior).
- Live Text, el cual permite al usuario copiar, pegar, traducir y buscar texto desde imágenes en Fotos, Captura de Pantalla, Quick Look y Safari.
- Modo de bajo consumo para Mac. Este funciona en MacBook (Principios de 2016 y posterior) y MacBook Pro (Principios de 2016 y posterior).[7]
- Un rediseñado navegador Safari.
- Soporte para reproducir contenido de AirPlay transmitido desde dispositivos iOS y iPad OS recientes y Macs, incluyendo: MacBook Pro (2018 y posterior), MacBook Air (2018 y posterior), iMac (2019 y posterior), iMac Pro (2017), Mac mini (2020 y posterior), Mac Pro (2019), iPhone 6s and later, iPad Pro (2nd generation and later), iPad Air (3rd generation and later), iPad (6th generation and later), and iPad mini (5.ª generación y posterior). iPhones y iPads más antiguos y algunos modelos de Mac podrían compartir contenido a una resolución más baja a modelos Mac soportados cuando la opción “Permitir AirPlay para” está configurada como para "Todos" o "Cualquiera en la misma red" en la configuración de Compartir.
- Mejoras a FaceTime, incluyendo la habilidad de compartir una pantalla y la función SharePlay que permite a múltiples usuarios mirar o escuchar simultáneamente.
- La posibilidad de hacer un reseteo de fábrica desde Preferencias del Sistema[8]
- Enfoque para establecer diferentes modos para filtrar notificaciones en iPhone, iPad y Mac.
- La aplicación Time Machine excluye más archivos del sistema.[9]
- Disposiciones para permitir la introducción planificada de "Protecciones ampliadas para niños" que aplicarán criptografía para detectar y ayudar a limitar la propagación de material de abuso sexual infantil en línea mediante el escaneo de las fotos de iCloud y los archivos adjuntos de Mensajes del usuario.[10]
- Opción de accesibilidad para cambiar los colores del puntero del mouse.
- Notificaciones de consejos.
- La eliminación de un intérprete de PHP previamente incluido.[11]
- La eliminación de la capacidad de usar filtros y complementos personalizados de Quartz Composer en Photo Booth.
- networkQuality, una herramienta de línea de comandos para medir la capacidad de carga / descarga, los flujos de carga / descarga y la capacidad de respuesta de carga / descarga
- Una carpeta "Juegos" que incluye automáticamente los juegos dentro de Launchpad

## Requisitos del sistema
Las siguientes Mac ejecutarán macOS Monterey:
- MacBook: principios de 2016 y posteriores.
- MacBook Air: principios de 2015 y posteriores.
- MacBook Pro: principios de 2015 y posteriores.
- Mac Mini: finales de 2014 y más reciente.
- iMac: principios de 2015 y posteriores.
- iMac Pro: finales de 2017 o más reciente.
- Mac Pro: finales de 2013 y más reciente.

## Historial de versiones
|  | Lanzamiento anterior |  | Lanzamiento actual |  | Versión actual del desarrollador |

| Versión      | Build    | Fecha                    | Versión Darwin | Notas de lanzamiento                 | Notas |
| ------------ | -------- | ------------------------ | -------------- | ------------------------------------ | ----- |
| 12.0 Beta 1  | 21A5248p | 7 de junio de 2021       | 21.0.0         |                                      |       |
| 12.0 Beta 2  | 21A5268h | 28 de junio de 2021      |                |                                      |       |
| 12.0 Beta 3  | 21A5284e | 14 de julio de 2021      |                |                                      |       |
| 12.0 Beta 4  | 21A5294g | 27 de julio de 2021      |                |                                      |       |
| 12.0 Beta 5  | 21A5304g | 11 de agosto de 2021     |                |                                      |       |
| 12.0 Beta 6  | 21A5506j | 30 de agosto de 2021     |                |                                      |       |
| 12.0 Beta 7  | 21A5522h | 21 de septiembre de 2021 |                |                                      |       |
| 12.0 Beta 8  | 21A5534d | 28 de septiembre de 2021 |                |                                      |       |
| 12.0 Beta 9  | 21A5543b | 6 de octubre de 2021     | 21.1.0         |                                      |       |
| 12.0 Beta 10 | 21A5552a | 13 de octubre de 2021    |                |                                      |       |
| 12.0.1 RC    | 21A558   | 18 de octubre de 2021    |                | macOS Monterey 12 Beta Release Notes |       |
| 12.0.1 RC 2  | 21A559   | 21 de octubre de 2021    |                | macOS Monterey 12 Beta Release Notes |       |
| 12.0.1       | 21A559   | 25 de octubre de 2021    |                |                                      |       |